# Queste pazze, pazze donne
Queste pazze, pazze donne è un film a episodi del 1964 diretto da Marino Girolami.
È composto da quattro episodi: Il gentil sesso, Siciliani a Milano, Pochi ma buoni e La garçonnière.

## Trama
Uno psichiatra cerca di dimostrare in quattro casi come il comportamento delle donne possa produrre conseguenze negative sull'uomo.

### Gentil sesso
Una ragazza riesce a difendere il fidanzato a colpi di arti marziali, dalle prepotenze di gelosia della sua ex con fratelli al seguito.

### Pochi ma buoni
Un deputato moralista e difensore del buon costume resta ferito in seguito ad un incidente d'auto. Viene curato e ospitato da una donna che permette alle quattro figlie di girare in casa in costume da bagno o scollacciate, provocando l'imbarazzo dell'uomo.

### Siciliani a Milano
Due imprenditori vinicoli, pur di mandare in porto un affare, cercano in tutti i modi di concedere le loro mogli ai clienti.

### La garçonnière
Impiegato e direttore si ritrovano per equivoco nella stessa stanza garçonnière procurata ad entrambi per una scappatella con le amanti, ignorando il fatto che si tratta delle rispettive mogli.